# Lillo (Oviedo)
Lillo (oficialmente y en asturiano: Samiguel) es una parroquia del municipio de Oviedo, Asturias (España). 
En sus 5,97 km² habitan un total de 338 habitantes e incluye a las siguientes entidades de población: Les Campes, El Carbayón, El Contriz (deshabitado), Llampaya, Llano, Ules y Villamosén.

## Historia
En esta parroquia hubo un hospital para peregrinos del Camino de Santiago. Este hospital aparece citado en una donación que Ordoño I y su esposa Jimena hicieron a la iglesia de San Salvador de Oviedo, la futura catedral.

## Arte
- Iglesia de San Miguel de Lillo, famosa obra prerrománica del arte asturiano. La iglesia estuvo también bajo la advocación de Santa María. Fue renovada en el 848 y destruida y reformada entre 1781 y 1782 momento en el que el antiguo ábside se convirtió en el actual pórtico.

## Demografía
| Gráfica de evolución demográfica de Lillo entre 2000 y 2014 |
|                                                             |